# アベニューI駅
アベニューI駅（Avenue I）はブルックリン区のアベニューIとマクドナルド・アベニュー交差点に位置するニューヨーク市地下鉄INDカルバー線の駅で、F系統が終日停車する。

## 駅構造
| P ホーム階 | 相対式ホーム、右側ドアが開く | 相対式ホーム、右側ドアが開く                                                   |
| P ホーム階 | 北行緩行線                   | ← ジャマイカ-179丁目駅行き（18番街駅）                                         |
| P ホーム階 | 混雑方向 急行線              | → 定期列車なし                                                                 |
| P ホーム階 | 南行緩行線                   | → コニー・アイランド-スティルウェル・アベニュー駅行き（ベイ・パークウェイ駅）→ |
| P ホーム階 | 相対式ホーム、右側ドアが開く |                                                                                |
| M          | 改札階                       | 改札口、駅員詰所、メトロカード自動券売機                                       |
| G          | 地上階                       | 出入口                                                                         |

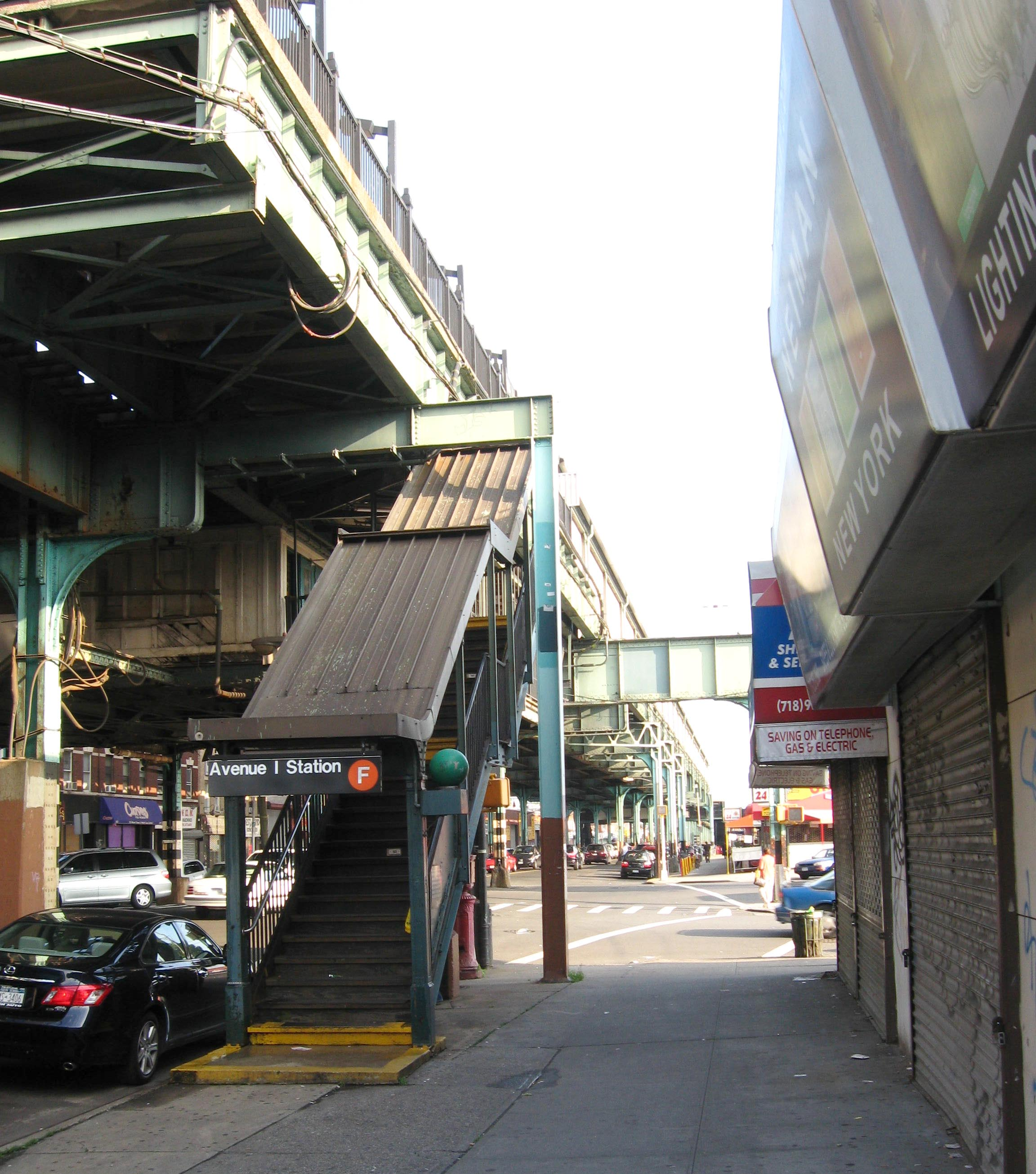
交差点北西の階段

駅は1919年3月16日に開業、相対式ホーム2面3線の高架駅であるが中央の急行線は使用されていない。ホーム北端を除く全体に緑色の屋根が架かっている。
2016年6月7日から2017年5月1日まで南行ホームが、2017年5月22日から2018年7月30日まで北行ホームが改装された。

### 出口
駅は改札を2か所備えている。北側の改札は終日開いている。地上へはアベニューIとマクドナルド・アベニュー交差点の北東、北西に下りている。
南側には無人改札があり、アベニューJへ下りることができる。